# Пешково (Переславский район)
Пешково — деревня в Переславском районе Ярославской области.
Ближайшая река — Кисьма, к югу от села.

## История
В 1586 году деревня Фёдоровского монастыря к селу Ильинскому в Кистемском стане.
В 1696 году соседние монастырские крестьяне Спасского Ярославского монастыря сёл Клокарёва и Рахманова и иных деревень, «многолюдством своим собрався нарядным делом, с ружьём и с дубьём, приезжали в ту их деревню Пешкову разбоем и крестьян их в домах разбивали и жён их и детей их били и бесчестили и увечили смертным боем и грабили».
В 1764 году при секуляризации перешла в казну.